# 55e cérémonie des Primetime Emmy Awards
La 55e cérémonie des Primetime Emmy Awards (ou « Emmys »), organisée par l'Academy of Television Arts and Sciences, se déroule le 21 septembre 2003 au Shrine Auditorium de Los Angeles et récompense les meilleurs programmes télévisés diffusés en primetime au cours de la saison 2002-2003 (du 1er juin 2002 au 31 mai 2003) sur les réseaux publics et câblés américains. Elle est diffusée sur le réseau Fox.

## Nominations et lauréats
Le nom des gagnants sont en gras.

### Séries dramatiques

#### Meilleure série dramatique
- À la Maison-Blanche (NBC)
  - Les Experts (CBS)
  - Six Feet Under (HBO)
  - Les Soprano (HBO)
  - 24 Heures chrono (Fox)

#### Meilleure actrice
- Edie Falco pour le rôle de Carmela Soprano dans Les Soprano
  - Frances Conroy pour le rôle de Ruth Fisher dans Six Feet Under
  - Jennifer Garner pour le rôle de Sydney Bristow dans Alias
  - Marg Helgenberger pour le rôle de Catherine Willows dans Les Experts
  - Allison Janney pour le rôle de C.J. Cregg dans À la Maison-Blanche

#### Meilleur acteur
- James Gandolfini pour le rôle de Tony Soprano dans Les Soprano
  - Michael C. Hall pour le rôle de David Fisher dans Six Feet Under
  - Peter Krause pour le rôle de Nate Fisher dans Six Feet Under
  - Martin Sheen pour le rôle de Josiah Bartlet dans À la Maison-Blanche
  - Kiefer Sutherland pour le rôle de Jack Bauer dans 24 Heures chrono

#### Meilleure actrice dans un second rôle
- Tyne Daly pour le rôle de Maxine Gray dans Amy
  - Lauren Ambrose pour le rôle de Claire Fisher dans Six Feet Under
  - Stockard Channing pour le rôle d'Abbey Bartlet dans À la Maison-Blanche
  - Rachel Griffiths pour le rôle de Brenda Chenowith dans Six Feet Under
  - Lena Olin pour le rôle de Irina Derevko dans Alias

#### Meilleur acteur dans un second rôle
- Joe Pantoliano pour le rôle de Ralph Cifaretto dans Les Soprano
  - Victor Garber pour le rôle de Jack Bristow dans Alias
  - Michael Imperioli pour le rôle de Christopher Moltisanti dans Les Soprano
  - John Spencer pour le rôle de Leo McGarry dans À la Maison-Blanche
  - Bradley Whitford pour le rôle de Josh Lyman dans À la Maison-Blanche

#### Meilleure réalisation
- Christopher Misiano pour l'épisode Twenty Five dans À la Maison-Blanche
  - Alan Poul (en) pour l'épisode Nobody Sleeps dans Six Feet Under
  - John Patterson pour l'épisode Whitecaps dans Les Soprano
  - Ian Toynton pour l'épisode Day 2: 10:00 p.m. - 11:00 p.m. dans 24 Heures chrono
  - Timothy Van Patten pour l'épisode Whoever Did This pour Les Soprano

#### Meilleur scénario
- Robin Green, Mitchell Burgess et David Chase pour l'épisode Whitecaps dans Les Soprano
  - Robin Green, Mitchell Burgess et David Chase pour l'épisode Whoever Did This dans Les Soprano
  - Aaron Sorkin pour l'épisode Twenty Fiver dans À la Maison-Blanche
  - Robert Cochran et Joel Surnow pour l'épisode 12:00 p.m. - 1:00 a.m. dans 24 Heures chrono
  - Craig Steven Wright pour l'épisode Twilight dans Six Feet Under

### Séries comiques

#### Meilleure série comique
- Tout le monde aime Raymond (CBS)
  - Larry et son nombril (HBO)
  - Friends (NBC)
  - Sex and the City (HBO)
  - Will et Grace (NBC)

#### Meilleure actrice
- Debra Messing pour le rôle de Grace Adler dans Will et Grace
  - Jennifer Aniston pour le rôle de Rachel Green dans Friends
  - Patricia Heaton pour le rôle de Debra Barone dans Tout le monde aime Raymond
  - Jane Kaczmarek pour le rôle de Lois dans Malcolm
  - Sarah Jessica Parker pour le rôle de Carrie Bradshaw dans Sex and the City

#### Meilleur acteur
- Tony Shalhoub pour le rôle d'Adrian Monk dans Monk
  - Larry David pour son propre rôle dans Larry et son nombril
  - Matt LeBlanc pour le rôle de Joey Tribbiani dans Friends
  - Bernie Mac pour le rôle de Bernie McCullough dans The Bernie Mac Show
  - Eric McCormack pour le rôle de Will Truman dans Will et Grace
  - Ray Romano pour le rôle de Ray Barone dans Tout le monde aime Raymond

#### Meilleure actrice dans un second rôle
- Doris Roberts pour le rôle de Marie Barone dans Tout le monde aime Raymond
  - Kim Cattrall pour le rôle de Samantha Jones dans Sex and the City
  - Cheryl Hines pour le rôle de Cheryl David dans Larry et son nombril
  - Megan Mullally pour le rôle de Karen Walker dans Will et Grace
  - Cynthia Nixon pour le rôle de Miranda Hobbes dans Sex and the City

#### Meilleure réalisation
- Robert B. Weide pour l'épisode Krazee-Eyez Killa dans Larry et son nombril
  - James Burrows pour l'épisode 24 dans Will et Grace
  - Larry Charles pour l'épisode The Nanny from Hell dans Larry et son nombril
  - Michael Engler pour l'épisode I Love a Charade dans Sex and the City
  - Bryan Gordon pour l'épisode The Special Section dans Larry et son nombril
  - David Steinberg pour l'épisode Mary, Joseph, and Larry dans Larry et son nombril

#### Meilleur scénario
- Tucker Cawley pour l'épisode Baggage dans Tout le monde aime Raymond
  - Cindy Chupack pour l'épisode I Love a Charade dans Sex and the City
  - Robb Cullen et Mark Cullen pour l'épisode Pilot dans Lucky
  - Mike Royce pour l'épisode Counseling dans Tout le monde aime Raymond
  - Steve Tompkins pour l'épisode Goodbye, Dolly dans The Bernie Mac Show

### Mini-séries et téléfilms

#### Meilleure série limitée
- Taken (SciFi)
  - Hitler : la Naissance du mal (CBS)
  - Napoléon (A&E)

#### Meilleure actrice
- Maggie Smith pour le rôle de Emily Delahunty dans My House in Umbria
  - Thora Birch pour le rôle de Liz Murray dans Pour une vie meilleure
  - Helena Bonham Carter pour le rôle d'Ingrid Formanek dans Live from Baghdad
  - Jessica Lange pour le rôle d'Irma Applewood dans Normal
  - Helen Mirren pour le rôle de Karen Stone dans Le Visage du plaisir

#### Meilleur acteur
- William H. Macy pour le rôle de William Porter dans Une question de courage
  - Brad Garrett pour le rôle de Jackie Gleason dans Gleason
  - Paul Newman pour le rôle du manager dans Our Town
  - Tom Wilkinson pour le rôle de Ruth "Roy" Applewood dans Normal
  - James Wood pour le rôle de Rudy Giuliani dans Rudy: The Rudy Giuliani Story

#### Meilleure actrice dans un second rôle
- Gena Rowlands pour le rôle de Virginia Miller dans Hysterical Blindness
  - Kathy Baker pour le rôle de Glydas dans Une question de courage
  - Anne Bancroft pour le rôle de Contessa dans Le Visage du plaisir
  - Juliette Lewis pour le rôle de Beth Tocyznski dans Hysterical Blindness
  - Helen Mirren pour le rôle de Irene Porter dans Une question de courage

#### Meilleur acteur dans un second rôle
- Ben Gazzara pour le rôle de Nick Piccolo dans Hysterical Blindness
  - Alan Arkin pour le rôle de Harry Rowan dans The Pentagon Papers
  - Chris Cooper pour le rôle de Thomas Riversmith dans My House in Umbria
  - John Malkovich pour le rôle de Charles-Maurice de Talleyrand-Périgord dans Napoléon
  - Peter O'Toole pour le rôle de Paul von Hindenburg dans Hitler : la Naissance du mal

#### Meilleure réalisation
- Steven Schachter pour Une question de courage
  - Robert Allan Ackerman pour Le Visage du plaisir
  - Mick Jackson pour Live from Baghdad
  - Richard Loncraine pour My House in Umbria
  - Frank Pierson pour Soldier's Girl

#### Meilleur scénario
- William H. Macy et Steven Schachter pour Une question de courage
  - Jane Anderson pour Normal
  - Laura Cahill pour Hysterical Blindness
  - Hugh Whitemore pour My House in Umbria
  - Robert Wiener, Richard Chapman, John Patrick Shanley et Timothy J. Sexton pour Live from Baghdad

### Émissions télévisées

#### Meilleure émission de divertissement
- The Daily Show (Comedy Central)
  - Late Night with Conan O'Brien (NBC)
  - Late Show with David Letterman (CBS)
  - Saturday Night Live (NBC)
  - The Tonight Show with Jay Leno (NBC)

#### Meilleure émission de télé-réalité
- The Amazing Race (CBS)
  - 100 Years of Hope and Humor (NBC)
  - AFI's 100 Years... 100 Passions (CBS)
  - American Idol (Fox)
  - Survivor (CBS)